# Leptotarsus (Macromastix) setivena
Leptotarsus (Macromastix) setivena is een tweevleugelige uit de familie langpootmuggen (Tipulidae). De soort komt voor in het Australaziatisch gebied.